# 前田和樹
前田 和樹（まえだ かずき、1983年8月17日 - ）は、日本の元男子バレーボール選手。

## 来歴
石川県七尾市出身。金沢商業高校を経て、早稲田大学卒業後、2006年4月にNECブルーロケッツへ入団。186cmと小柄ながらセッター対角を務め、2008年の第57回黒鷲旗大会準優勝に貢献し、敢闘賞受賞とベスト6に選出された。
2009年5月のNECの無期限休部に伴い、8月にFC東京へ移籍。2009年度全日本代表登録メンバーに初選出され、2009年ワールドリーグで代表デビューを飾った。2012年5月の第61回黒鷲旗大会でもチーム初となる準優勝に大きく貢献し敢闘賞を受賞した。
2014年3月16日のパナソニックパンサーズ戦（フルセットでFC東京の勝ち）をもって現役引退。FC東京からは慰留されたが、悩んだ末に長年の夢である教員になることを決断し、4月1日に小松大谷高女子バレーボール部監督に就任した。

## 球歴
- 全日本代表 - 2009年
  - ワールドリーグ - 2009年

## 受賞歴
- 2008年 - 第57回黒鷲旗大会 敢闘賞、ベスト6
- 2012年 - 第61回黒鷲旗大会 敢闘賞、ベスト6

## 所属チーム
- 金沢商業高校
- 早稲田大学
- NECブルーロケッツ（2006-2009年）
- FC東京バレーボールチーム（2009-2014年）